# Distretto di Siwan
Siwan è un distretto dell'India di 2 708 840 abitanti, che ha come capoluogo Siwan.